# Desa Sambirejo (administrativ by i Indonesien, Jawa Tengah, lat -7,08, long 111,04)
Desa Sambirejo är en administrativ by i Indonesien.   Den ligger i provinsen Jawa Tengah, i den västra delen av landet, 500 km öster om huvudstaden Jakarta.